# جون أنتوني لينون
جون أنتوني لينون (بالإنجليزية: John Anthony Lennon)‏ هو ملحن أمريكي، ولد في 14 يناير 1950 في غرينزبورو في الولايات المتحدة.

## وصلات خارجية
- جون أنتوني لينون على موقع ميوزك برينز (الإنجليزية)
- جون أنتوني لينون على موقع أول ميوزيك (الإنجليزية)
- جون أنتوني لينون على موقع ديسكوغز (الإنجليزية)